# Phil Collins (konstnär)
För sångaren och musikern Phil Collins, se Phil Collins
 Phil Collins, född 1970 i Runcorn i Storbritannien, är en brittisk konstnär. Han bor och arbetar i Berlin i Tyskland och är sedan 2011 professor i videokonst vid Kunsthochschule für Medien i  Köln.
Phil Collins studerade teatervetenskap och engelska vid University of Manchester med examen 1994. Han var därefter lärare på  Royal Holloway, University of London. Därefter utbildade han sig 1998-2000 på College of Art and Design vid University of Ulster i Belfast, där han tog magisterexamen. Under tiden i Nordirland var han medlem i Belfastkonstnärsorganisationen Catalyst Arts.
Collins fick ett stipendium av IASPIS i Stockholm 2004 och nominerades till Turnerpriset 2006.